# Jon Ronson
Jon Ronson, né le 10 mai 1967 à Cardiff, est un journaliste et écrivain gallois, ayant travaillé pour le quotidien The Guardian, la chaine Channel 4 et la radio BBC Radio 4, et dont les publications incluent le best-seller Les Chèvres du Pentagone (The Men Who Stare at Goats), adapté au cinéma en 2009 par Grant Heslov.

## Œuvres traduites en français
- Les Chèvres du Pentagone [« The Men Who Stare at Goats »], trad. de Jean Esch, Paris, Presses de la Cité, 2010, 280 p.  (ISBN 978-2-258-08018-8)
- Êtes-vous psychopathe ? [« The Psychopath Test: A Journey Through the Madness Industry »], trad. de Fabrice Pointeau, Paris, Sonatine Éditions, 2017, 320 p.  (ISBN 978-2-35584-556-7)
- La Honte [« So You've Been Publicly Shamed »], trad. de Fabrice Pointeau, Paris, Sonatine Éditions, 2018, 304 p.  (ISBN 978-2-355-84656-4)